# Vertrauensbruch im auswärtigen Dienst
Der Tatbestand des Vertrauensbruchs im auswärtigen Dienst, der so genannte Arnim-Paragraf, wurde – ähnlich wie der Duchesne-Paragraf und der Kanzelparagraph – aufgrund eines politisch motivierten Vorfalls während der ersten Jahre nach der deutschen Reichsgründung von 1871 normiert. Der Paragraf wurde 1876 als § 353a in das Reichsstrafgesetzbuch aufgenommen, und er gilt weiterhin.

## Geschichte
Graf Harry von Arnim-Suckow hatte seine Stelle als kaiserlich-deutscher Botschafter in Paris im Jahr 1871 angetreten. 1873 ignorierte er mehrere dienstliche Anweisungen des Reichskanzlers Otto von Bismarck und unterstützte die Monarchiebewegung in Frankreich statt Partei für den damaligen französischen Staatspräsidenten Adolphe Thiers zu ergreifen. Das selbstherrliche Auftreten Arnims wurde in der Öffentlichkeit als mögliche Anwartschaft auf den Posten des Reichskanzlers, also Bismarcks Nachfolge, gesehen. Auf Bismarcks Veranlassung wurde Arnim am 2. März 1874 durch Kaiser Wilhelm I. von seinem Posten abberufen und ihm die Leitung der Gesandtschaft in Konstantinopel angeboten. In einem in der Presse geführten Wortwechsel räumte Arnim ein, aus den Botschaftsarchiven „persönliche“ Akten, die seinen Konflikt mit Bismarck betreffen (sog. Konfliktspapiere), mitgenommen zu haben. Weitere Akten mit Positionen zur Kirchenpolitik gab er zurück.
Arnim wurde verhaftet und wegen Vergehens wider die öffentliche Ordnung zunächst vom Amtsgericht Berlin zu drei Monaten Gefängnisstrafe verurteilt. Das Kammergericht Berlin entschied als das für die Berufung zuständige Gericht, dass Arnim sich des Beiseiteschaffens von Urkunden schuldig gemacht habe und erhöhte die Gefängnisstrafe auf neun Monate. An den Strafprozess schloss sich ein Disziplinarverfahren an, welches zur Entlassung aus dem Dienst unter Verlust von Titeln und Pension führte. Arnim entzog sich der Strafvollstreckung durch Flucht in das Ausland. Von dort aus führte er mit der anonymen Druckschrift „Pro Nihilo! Vorgeschichte des Arnim’schen Prozesses“ seinen Kampf um Rehabilitierung mit scharfer Kritik an Bismarck und indirekt auch am Kaiser fort. Wegen dieser Veröffentlichung wurde Arnim 1876 durch den Senat für Staatsverbrechen beim Kammergericht Berlin wegen Verwendung diplomatischer Urkunden und Führung verschiedener Amtsgeschäfte zum Nachteil des Reiches – qualifiziert als Landesverrat – sowie Beleidigung seiner Majestät, des Reichskanzlers und des AA in Abwesenheit zu fünf Jahren Zuchthaus verurteilt. Am 19. Mai 1881 starb der an Diabetes leidende Arnim in Nizza. Schon 1875 legte die Reichsregierung dem Reichstag den Entwurf für den § 353a StGB vor. Diese wurde in leicht veränderter Fassung am 26. Februar 1876 (RGBl. S. 25, 37) Gesetz.
Nachdem die Strafvorschrift (§ 353a StGB) als Norm mit außenpolitischem Bezug mit dem 11. Kontrollratsgesetz aufgehoben war, fand sie im Zusammenhang mit der Errichtung des neuen Auswärtigen Amtes (AA) und des diplomatischen Auslandsapparates der Bundesrepublik Deutschland mit dem 1. Strafrechtsänderungsgesetz im Jahre 1951 wieder Eingang in das StGB. Vom Gesetzgeber wurde dies mit der Notwendigkeit begründet, nach Wiederaufnahme diplomatischer Beziehungen seitens der Bundesrepublik diese Vorschrift „um ihrer vorbeugenden Wirkung willen“ in das StGB aufzunehmen.

## Wortlaut
(1) Wer bei der Vertretung der Bundesrepublik Deutschland gegenüber einer fremden Regierung, 
einer Staatengemeinschaft 
oder einer zwischenstaatlichen Einrichtung 
einer amtlichen Anweisung zuwiderhandelt oder in der Absicht, die Bundesregierung irrezuleiten, unwahre Berichte tatsächlicher Art erstattet, wird mit Freiheitsstrafe bis zu fünf Jahren oder mit Geldstrafe bestraft.

## Bedeutung der Vorschrift
Rechtsgut des als abstraktes Gefährdungsdelikt konzipierten § 353a StGB sind die auswärtigen Interessen der Bundesrepublik Deutschland, die vor Störungen und Nachteilen geschützt werden sollen, die bei der Vertretung der Bundesrepublik Deutschland durch die Nichtbefolgung amtlicher Anweisungen (1. Tatvariante) oder durch Falschberichte (2. Tatvariante) entstehen können.
Amtliche Anweisungen verfolgen im Bereich der auswärtigen Angelegenheiten den Zweck, die von den für die Außenpolitik der Bundesrepublik Deutschland politisch und/oder rechtlich verantwortlichen Instanzen formulierten (außen)politischen Zielsetzungen, Positionen oder Handlungsoptionen gegenüber den in § 353a genannten Stellen (fremde Regierung, Staatengemeinschaft, zwischenstaatliche Einrichtung) operativ umzusetzen. Amtliche Anweisungen im Bereich der auswärtigen Angelegenheiten sind daher von dem Personenkreis, an den sie ergangen sind, zu befolgen und in dem von der anweisenden Stelle (i. d. R. der jeweilige Vorgesetzte des Angewiesenen) gewollten Sinne auszuführen. Dies ist notwendig, damit es nicht zu einer Lahmlegung oder Durchkreuzung der von den zuständigen Instanzen vorgegebenen (außen)politischen Zielsetzungen, Positionen oder Handlungsoptionen der Bundesrepublik Deutschland kommt und hierdurch u. U. deutsche auswärtige Interessen gefährdet werden. In dieser durch die Tathandlung des sog. amtlichen Ungehorsams erzeugten abstrakten Gefahr für die auswärtigen Interessen der Bundesrepublik Deutschland liegt der eigentliche Strafgrund für die in § 353a mit der 1. Tatvariante pönalisierte Zuwiderhandlung gegen eine amtliche Anweisung.
Die laufende Unterrichtung der für die Außenpolitik der Bundesrepublik Deutschland politisch und/oder rechtlich verantwortlichen Instanzen über das Ausland betreffende Vorgänge ist für die Gestaltung der auswärtigen Beziehungen unverzichtbar. Sie bildet die Grundlage für die Meinungsbildung der von den zuständigen Instanzen zu formulierenden (außen)politischen Zielsetzungen, Positionen und Handlungsoptionen bzw. im Einzelfall zu treffenden operativen Entscheidungen. Entsprechend ihrem Sinn und Zweck hat sich die Berichterstattung daher zu erstrecken auf Informationen über die politischen, militärischen, wirtschaftlichen, kulturellen und sonstigen Vorgänge in einem fremden Staat, einer Staatengemeinschaft oder zwischenstaatlichen Einrichtung oder auf Mitteilungen über besondere Umstände und Ereignisse, die auf die Gestaltung bzw. Leitung der deutschen Außenpolitik Einfluss haben können. Bericht ist ferner zu erstatten als Anzeige über die Ausführung einer erteilten amtlichen Anweisung gegenüber den in § 353a genannten Stellen und als Mitteilung über die mit der Ausführung dieser Anweisung bei den genannten Stellen erreichte politische Wirkung oder auch Nichtwirkung. Aus Sinn und Zweck der Berichterstattung und ihrer Bedeutung für die Meinungsbildung und unverzichtbares Steuerungselement der für die deutsche Außenpolitik verantwortlichen Instanzen folgt schließlich zwingend, dass sich die berichteten Mitteilungen nicht auf erdachte, sondern ausschließlich auf wahre tatsächliche Verhältnisse zu stützen haben. Eine Meinungsbildung dieser Instanzen auf der Basis eines unwahren Berichts würde u. U. deutsche auswärtige Interessen gefährden. In dieser durch die Tathandlung der sog. amtlichen Lüge erzeugten abstrakten Gefahr für die auswärtigen Interessen der Bundesrepublik Deutschland liegt der eigentliche Strafgrund für die in § 353a mit der 2. Tatvariante pönalisierte Falschberichterstattung.
Da für die Tatbestandserfüllung die Herbeiführung eines Schadens oder einer konkreten Gefährdung des Schutzgutes nicht verlangt wird, bedeutet dies in der Konsequenz, dass formal ein Verstoß gegen § 353a auch dann vorliegt, wenn bspw. die Nichtbefolgung von (sachwidrigen) Anweisungen für die Bundesrepublik in concreto von Nutzen ist, oder ein Falschbericht diese vor Schaden bewahrt hat, weil bspw. eine wahrheitsgemäße Berichterstattung die Bundesregierung in concreto zu voreiligen (unsachgemäßen) Maßnahmen veranlasst hätte. Zusätzlich zum genannten Schutzzweck soll durch § 353a auch die Entscheidungs- und Direktionskompetenz bei der auswärtigen Vertretung der Bundesrepublik Deutschland sichergestellt werden. Nicht der (untergeordnete) „Vertreter“ soll über die Interessen der Bundesrepublik befinden können, sondern die gemäß Interessenlage der Bundesrepublik Deutschland gebotenen Maßnahmen ausschließlich von den gesetzlich dafür zuständigen Instanzen, die auch die politische und/oder rechtliche Verantwortung tragen, getroffen werden. Aus dem Typus des § 353a als einem abstrakten Gefährdungsdelikt folgt, dass auch der Nachweis völliger Ungefährlichkeit den Tatbestand nicht ausschließt bzw. der Nachweis, Schaden abgewendet, ja sogar Nutzen herbeigeführt zu haben, nicht etwa zur Straffreiheit führt. Da für die Tatbestandserfüllung des § 353a erforderlich ist, dass der Täter „bei der Vertretung der Bundesrepublik Deutschland“ handelt, kann der Tatbestand nur von Personen, die auch in dieser besonderen Beziehung stehen, begangen werden. Insoweit handelt es sich bei § 353a um ein Sonderdelikt. Die Einordnung des § 353a im StGB innerhalb der Straftaten im Amt erklärt sich rechtsgeschichtlich, da diese Strafnorm früher allein auf eine bestimmte Beamtenklasse – die Beamten im Dienste des Auswärtigen Amtes – anwendbar war.
Dem von der Strafrechtswissenschaft wie der Rechtspraxis seit mehr als 130 Jahre weitgehend „vergessenen“ Tatbestand des § 353a StGB kommt gerade in der heutigen Zeit erhebliches Potenzial sowie hohe Aktualität und praktische Bedeutung zu. Als Täter kommen nicht nur diplomatische/konsularische Vertreter der Bundesrepublik Deutschland (als Amtsträger des Auswärtigen Amtes (AA) und in den Auswärtigen Dienst zeitlich befristet übernommene Fachreferenten anderer Bundesbehörden, bspw. als Militär-/Wirtschafts-/Presseattaché oder des Bundesnachrichtendienstes – BND –, an einer Auslandsvertretung) in Betracht, sondern alle Amtsträger (als Amtsträger auch in der Zentrale des Auswärtigen Amtes und anderer Bundesbehörden) wie auch behördenexterne Personen (als Emissär für eine diplomatische Ad-hoc-Sonderaufgabe bestellte und im Ausland angesehene Persönlichkeit des öffentlichen Lebens, wie etwa ein Mitglied des Bundestages, ein Elder statesman oder ein pensionierter Berufsdiplomat), die mit der Wahrnehmung auswärtiger Angelegenheiten der Bundesrepublik Deutschland, sei es im Ausland oder Inland, beauftragt sind. Durch Erfassung eines Täterkreises auch außerhalb des diplomatischen (Auslands)Dienstes des Auswärtigen Amtes (AA) ist der „Arnim-Paragraf“ ein wichtiges Präventivinstrument, um der mit der Vielzahl neuer außenpolitischer Akteure gestiegenen Gefahr einer mehrgleisigen Außenpolitik und widersprüchlichen Darstellung außenpolitischer Positionen der Bundesregierung schon im Vorfeld zu begegnen und zugleich eine kohärente Implementierung deutscher Außenpolitik insgesamt noch stärker abzusichern.
Als Ausdruck staatlicher Missbilligung auswärtiger Privatpolitik/Außenpolitik auf eigene Faust pönalisiert § 353a StGB mit der 1. Tatvariante auch Verstöße gegen eine als Richtschnur vorgegebene amtliche Außenpolitik. Die Untersuchung von Aktivitäten des Bundesnachrichtendienstes (BND) im Zusammenhang mit dem Irak-Krieg 2003 belegt, dass die Existenz des § 353a StGB ein geeignetes Präventivinstrument sein kann, um der Gefahr, dass bestimmte Aktivitäten des BND ein von den politisch verantwortlichen Instanzen nicht gedecktes Eigenleben entwickeln, vorzubeugen.
Ferner belegt die Untersuchung der im Jahre 2005 neu gefassten AA-Richtlinien für die Handhabung diplomatischer und konsularischer Privilegien entsandter Beschäftigter, dass diese eine amtliche Anweisung i. S. d. § 353a StGB darstellen und somit vorsätzlicher Privilegienmissbrauch bereits de lege lata strafbar ist.
Im Strafanwendungsrecht ergibt die Untersuchung, dass mit der Reform des sog. Internationalen Strafrechts im Jahre 1975 für eine bestimmte Tätergruppe des § 353a StGB (hier: behördenexterne Personen) eine (zuvor nicht existente) Strafbarkeitslücke de lege lata geschaffen wurde.